# Lijst van kiesdistricten in Ierland
In de Grondwet van de Republiek Ierland is vastgelegd dat leden voor Dáil Éireann worden gekozen door middel van een districtenstelsel. Voor elk district moeten ten minste drie leden worden gekozen, de grondwet zelf geeft geen maximum, maar thans is vijf te kiezen zetels het maximum. De grondwet schrijft verder voor dat de grenzen van de kiesdistricten ten minste eenmaal per twaalf jaar beoordeeld en zo nodig gewijzigd dienen te worden.

## Huidige districten
Bij de laatste verkiezingen voor Dáil Eireann, in 2016, was de Republiek Ierland verdeeld in de volgende 40 kiesdistricten:
| District             | Bevolking | Zetels |
| -------------------- | --------- | ------ |
| Carlow–Kilkenny      | 145.659   | 5      |
| Cavan–Monaghan       | 120.483   | 4      |
| Clare                | 111.336   | 4      |
| Cork East            | 114.365   | 4      |
| Cork North-Central   | 117.170   | 4      |
| Cork North-West      | 86.593    | 3      |
| Cork South-Central   | 117.952   | 4      |
| Cork South-West      | 82.952    | 3      |
| Donegal              | 152.358   | 5      |
| Dublin Bay North     | 146.512   | 5      |
| Dublin Bay South     | 116.396   | 4      |
| Dublin Central       | 89.030    | 3      |
| Dublin Fingal        | 141.162   | 5      |
| Dublin Mid-West      | 110.427   | 4      |
| Dublin North-West    | 90.534    | 3      |
| Dublin Rathdown      | 87.470    | 3      |
| Dublin South-Central | 114.660   | 4      |
| Dublin South-West    | 144.908   | 5      |
| Dublin West          | 113.179   | 4      |
| Dún Laoghaire        | 118.791   | 4      |
| Galway East          | 89.564    | 3      |
| Galway West          | 150.874   | 5      |
| Kerry                | 145.502   | 5      |
| Kildare North        | 115.350   | 4      |
| Kildare South        | 87.776    | 3      |
| Laois                | 87.745    | 3      |
| Limerick City        | 113.835   | 4      |
| Limerick County      | 83.834    | 3      |
| Longford–Westmeath   | 116.802   | 4      |
| Louth                | 143.272   | 5      |
| Mayo                 | 120.332   | 4      |
| Meath East           | 86.572    | 3      |
| Meath West           | 85.550    | 3      |
| Offaly               | 87.640    | 3      |
| Roscommon–Galway     | 84.586    | 3      |
| Sligo–Leitrim        | 119.153   | 4      |
| Tipperary            | 147.801   | 5      |
| Waterford            | 113.795   | 4      |
| Wexford              | 145.320   | 5      |
| Wicklow              | 141.012   | 5      |

Ten opzichte van de verkiezingen in 2011 was het aantal kiesdistricten verminderd van 43 naar 40, het aantal zetels van 166 naar 158.

## Verdwenen districten
- Athlone-Longford (1937-48)
- Carlow-Kildare (1937-48)
- Clare-Galway South (1969-77)
- Cork Borough (1921-69)
- Cork City (1977-81)
- Cork City North-West (1969-77)
- Cork City South-East (1969-77)
- Cork East and North East (1921-23)
- Cork Mid (1961-81)
- Cork Mid, North, South, South East and West (1921-23)
- Cork North (1923-61)
- Cork North-East (1961-81)
- Cork South (1948-61)
- Cork South-East (1937-48)
- Cork West (1923-61)
- Donegal East (1937-61)
- Donegal North-East (1961-77, 1981-2016)
- Donegal South-West (1961-2016)
- Donegal West (1937-61)
- Donegal-Leitrim (1969-77)
- Dublin Atane (1977-81)
- Dublin Ballyfermot (1977-81)
- Dublin Cabra (1977-81)
- Dublin Clontarf (1977-81)
- Dublin County (1921-89)
- Dublin County Mid (1977-81)
- Dublin County North (1969-81)
- Dublin County South (1969-81)
- Dublin County West (1977-81)
- Dublin Finglas (1977-81)
- Dublin Mid (1921-23)
- Dublin North (1981-2016)
- Dublin North-Central (1948-2016)
- Dublin North-East (1981-2016)
- Dublin Rathmines West (1977-81)
- Dublin South (1981-2016)
- Dublin South-East (1948-2016)
- Dublin Townships (1937-48)
- Dún Laoghaire and Rathdown (1948-77)
- Galway (1921-37)
- Galway North (1948-61)
- Galway North-East (1969-77)
- Galway South (1948-61)
- Kerry-Limerick West (1921-23)
- Kerry North (1937-2011)
- Kerry North-West Limerick (2011-2016)
- Kerry South (1937-2016)
- Kildare (1923-37)
- Kildare-Wicklow (1921-23)
- Kilkenny (1937-48)
- Laois-Offaly (1921-2016) *
- Leitrim (1937-48)
- Leitrim-Roscommon North (1921-23)
- Leitrim-Sligo (1923-37)
- Limerick (2011-2016)
- Limerick City-Limerick East (1921-23)
- Limerick East (1948-2011)
- Limerick West (1948-2011)
- Longford-Roscommon (1992-2017)
- Louth-Meath (1921-23)
- Mayo East (1969-97)
- Mayo North (1923-69)
- Mayo North and West (1921-23)
- Mayo South (1923-1969)
- Mayo South-Roscommon South (1921-23)
- Mayo West (1969-97)
- Meath (1923-37, 1948-2007)
- Meath-Westmeath (1937-48)
- Monaghan (1921-77)
- Roscommon (1923-69)
- Roscommon-Leitrim (1969-81)
- Roscommon-South Leitrim (2007-2016)
- Sligo (1937-48)
- Sligo-Mayo East (1921-23)
- Sligo North Leitrim (2007-2016)
- Tipperary Mid, North and South (1921-23)
- Tipperary North (1948-2016)
- Tipperary South (1948-2016)
- Waterford-Tipperary East (1921-23)
- Westmeath (1992-2007)

 * Laois-Offaly zal bij de eerstvolgende verkiezingen opnieuw worden ingesteld als district 